# Robert Ito
Pour les articles homonymes, voir Ito.
Robert Ito est un acteur canadien né le 2 juillet 1931 à Vancouver au Canada.

## Filmographie
- 1966 : Women of the Prehistoric Planet : Tang
- 1966 : Dimension 5 : Sato
- 1969 : Some Kind of a Nut : George Toyota
- 1973 : Soleil vert (Soylent Green) : Marchand de chaussures
- 1973 : The Naked Ape
- 1974 : L'Homme terminal (The Terminal Man) de Mike Hodges : Anesthésiste
- 1975 : Peeper : Butler
- 1975 : Rollerball : Strategy Coach for Houston Team
- 1976 : La Bataille de Midway (Midway) : Cmdr. Minoru Genda
- 1976 : Dollars en cavale (en) (Special Delivery) de Paul Wendkos : Mr. Chu
- 1978 : Sauvez le Neptune (Gray Lady Down) : Seaman at base
- 1984 : Les Aventures de Buckaroo Banzaï à travers la 8e dimension (The Adventures of Buckaroo Banzai Across the 8th Dimension) : Professor Hikita
- 1985 : Prière pour un tueur (Pray for Death) : Kaga
- 1987 : P.I. Private Investigations : Kim
- 1988 : Aloha Summer : Ted Tanaka
- 1989 : The Vineyard : Auctioneer
- 1990 : Fous de la pub (Crazy People) : Yamashita's Aide
- 1995 : The War Between Us : Mr. Kawashima
- 1996 : Hollow Point : Shin Chan
- 1998 : Lima: Breaking the Silence (en) de Menahem Golan : President Fujimoro
- 1999 : Samurai Swing : Bill
- 1999 : The Omega Code : Shimoro Lin Che
- 2002 : The Theater of Martin Lim : Martin Lim

## Télévision
- 1972 : Kung Fu (TV) : Fong
- 1972 : The Amazing Chan and the Chan Clan (série télévisée) : Henry Chan (voix)
- 1973 : Peblo (TV) : North Korean Negotiator
- 1973 : The Burns and Schreiber Comedy Hour (série télévisée) : Regular
- 1974 : Men of the Dragon (TV) : Li-Teh
- 1974 : Aloha Means Goodbye (TV) : Arnold
- 1974 : Fer-de-Lance (TV) : Masai Ikeda
- 1975 : Death Scream (en) (TV) : Doctor
- 1976 : Helter Skelter (TV) : Drees Darrin
- 1976 : Quincy (Quincy, M.E.) (série télévisée) : Sam Fujiyama
- 1977 : SST: Death Flight (TV) : Roy Nakamura - Flight Engineer
- 1985 : The War Between the Classes (TV) : Mr. Sumida
- 1986 : Chuck Norris: Karate Kommandos (série télévisée) : Tabe (voix)
- 1986 : Rambo (série télévisée) : Black Dragon (voix)
- 1986 : American Geisha (TV) : Mr. Hashimoto
- 1986 : The Real Ghost Busters (série télévisée) : Voix additionnelles (voix)
- 1989 : The Karate Kid (série télévisée) : Miyagi Yakuga (voix)
- 1989 : MacGyver (saison 5, épisode 7 "Entrée en fac) : Peng Chow
- 1990 : Super Baloo (TaleSpin) (série télévisée) : Wan-Lo (voix)
- 1991 : The Great Pretender (TV)
- 1991 : Myster Mask ("Darkwing Duck") (série télévisée) : Goose Lee (voix)
- 1992 : Des Souris à la Maison Blanche (Capitol Critters) (série télévisée) : Additional Voices (voix)
- 1994 : Trial at Fortitude Bay (TV) : Methusala
- 1994 : Where on Earth Is Carmen Sandiego? (série télévisée) : Additional Voices (voix)
- 1995 : Jonny Quest vs. the Cyber Insects (TV) : Additional Voices
- 1995 : X-Files (épisode Monstres d'utilité publique) : le docteur Shiro Zama
- 1996 : Once a Thief (TV) : The Godfather
- 1996 : Au-delà du réel : l'aventure continue / The Outer Limits (série télévisée) : Colonel Raymond (Épisode 2.10 : L'appel d'ailleurs).
- 1997 : Le Meilleur du pire (The Best Bad Thing) (TV) : Mr. Tsujimura